# Tom Hoover
Thomas Lee "Tom" Hoover Jr. (Washington D. C., 23 de enero de 1941) es un exjugador de baloncesto estadounidense que disputó 5 temporadas como profesional, 3 en la NBA y otras 2 en la ABA. Con 2,05 metros de estatura, jugaba en la posición de ala-pívot.

## Trayectoria deportiva

### Universidad
Jugó durante dos temporadas con los Wildcats de la Universidad de Villanova, en las que promedió 9,1 puntos y 9,2 rebotes por partido. Tras esos dos años dejó la universidad, para enrolarse en un equipo profesional, los Camden Bullets de la liga EBL, donde jugó una temporada, en la que su media fue de 11,5 puntos y 13,4 rebotes por encuentro.

### Profesional
Tras su breve paso por la liga semiprofesional, fue incluido en el Draft de la NBA de 1963, siendo elegido en la sexta posición por Syracuse Nationals, que antes de comenzar la temporada se trasladarían a Filadelfia, convirtiéndose en los Sixers. Pero acabaría jugando con los New York Knicks, donde en su primera temporada, jugando como suplente, terminó con 4,8 puntos y 5,6 rebotes por partido. Su segundo año fue para olvidar, jugando poco más de 6 minutos en los 24 partidos en los que fue alineado. Al año siguiente, tras toda la temporada en blanco, ficha por Los Angeles Lakers para disputar los playoffs, jugando tan solo 4 partidos, promediando apenas 1 punto y 1 rebote por noche. Tras un breve paso por St. Louis Hawks, donde no corre mejor suerte, en 1967 da el salto a la ABA, donde ficha por los Denver Rockets. Allí por fin consiguió los minutos de juego que le faltaron en la NBA, pero tampoco los aprovechó demasiado. Su primer año se saldó con unos promedios de 6,5 puntos y 7,0 rebotes por noche.
Al año siguiente fue traspasado a Houston Mavericks, iniciándose un carrusel de cambios de equipo que le llevaría a jugar en la misma temporada con los Minnesota Pipers y los New York Nets, en la que iba a ser su última temporada como profesional. En sus 5 años de profesional promedió 5,9 puntos y 6,2 rebotes por partido.

#### Estadísticas

##### Temporada regular
| Temporada | Edad | Equipo            | Liga  | P   | TIT | MIN  | TC  | TCA | %TC  | 3P  | 3PA | %3P  | TL  | TLA | %TL  | R.OF. | R.DEF. | REB  | ASIS | ROB | TAP | PER | FP  | PTS  |
| 1963-64   | 23   | New York Knicks   | NBA   | 59  |     | 16.7 | 1.7 | 4.2 | .413 |     |     |      | 1.4 | 2.2 | .614 |       |        | 5.6  | 0.6  |     |     |     | 3.1 | 4.8  |
| 1964-65   | 24   | New York Knicks   | NBA   | 24  |     | 6.4  | 0.5 | 1.3 | .406 |     |     |      | 0.3 | 0.6 | .571 |       |        | 2.4  | 0.5  |     |     |     | 1.5 | 1.4  |
| 1966-67   | 26   | St. Louis Hawks   | NBA   | 17  |     | 7.6  | 0.8 | 1.8 | .419 |     |     |      | 0.3 | 0.8 | .385 |       |        | 2.1  | 0.5  |     |     |     | 2.1 | 1.8  |
| 1967-68   | 27   | Denver Rockets    | ABA   | 70  |     | 22.7 | 2.3 | 5.1 | .451 | 0.1 | 0.1 | .400 | 1.8 | 2.9 | .621 |       |        | 7.0  | 0.9  |     |     | 2.0 | 3.8 | 6.5  |
| 1968-69   | 28   | TOTAL             | ABA   | 53  |     | 26.8 | 3.6 | 7.7 | .468 | 0.0 | 0.0 | .000 | 2.4 | 3.6 | .661 | 2.7   | 6.2    | 8.9  | 2.2  |     |     | 3.2 | 4.2 | 9.6  |
| 1968-69   | 28   | Houston Mavericks | ABA   | 4   |     | 20.0 | 3.5 | 7.0 | .500 | 0.0 | 0.0 |      | 1.3 | 1.5 | .833 | 2.0   | 5.5    | 7.5  | 1.3  |     |     | 2.0 | 3.8 | 8.3  |
| 1968-69   | 28   | Minnesota Pipers  | ABA   | 9   |     | 9.2  | 1.3 | 2.9 | .462 | 0.0 | 0.0 |      | 1.1 | 2.3 | .476 | 1.8   | 1.7    | 3.4  | 0.7  |     |     | 0.9 | 2.3 | 3.8  |
| 1968-69   | 28   | New York Nets     | ABA   | 40  |     | 31.4 | 4.1 | 8.9 | .466 | 0.0 | 0.1 | .000 | 2.8 | 4.1 | .679 | 3.0   | 7.3    | 10.3 | 2.7  |     |     | 3.9 | 4.7 | 11.0 |
| Total     |      |                   | TOTAL | 223 |     | 19.2 | 2.2 | 4.8 | .447 | 0.0 | 0.1 | .333 | 1.6 | 2.5 | .626 | 2.7   | 6.2    | 6.2  | 1.1  |     |     | 2.5 | 3.4 | 5.9  |
|           |      |                   | ABA   | 123 |     | 24.4 | 2.9 | 6.2 | .460 | 0.0 | 0.1 | .333 | 2.1 | 3.2 | .641 | 2.7   | 6.2    | 7.8  | 1.5  |     |     | 2.5 | 4.0 | 7.8  |
|           |      |                   | NBA   | 100 |     | 12.7 | 1.3 | 3.1 | .413 |     |     |      | 0.9 | 1.6 | .591 |       |        | 4.3  | 0.6  |     |     |     | 2.6 | 3.5  |

##### Playoffs
| Temporada | Edad | Equipo             | Liga  | P | MIN | TCA | TC | 3PA | 3P | TLA | TL | R.OF. | REB | ASIS | ROB | TAP | PER | FP | PTS | %TC  | %3P | %FT  | MIN | PTS | REB | AST |
| 1965-66   | 25   | Los Angeles Lakers | NBA   | 4 | 11  | 2   | 3  |     |    | 0   | 0  |       | 3   | 1    |     |     |     | 3  | 4   | .667 |     |      | 2.8 | 1.0 | 0.8 | 0.3 |
| 1967-68   | 27   | Denver Rockets     | ABA   | 2 | 16  | 4   | 7  | 0   | 0  | 5   | 7  |       | 4   | 1    |     |     | 2   | 6  | 13  | .571 |     | .714 | 8.0 | 6.5 | 2.0 | 0.5 |
| Total     |      |                    | TOTAL | 6 | 27  | 6   | 10 | 0   | 0  | 5   | 7  |       | 7   | 2    |     |     | 2   | 9  | 17  | .600 |     | .714 | 4.5 | 2.8 | 1.2 | 0.3 |
|           |      |                    | NBA   | 4 | 11  | 2   | 3  |     |    | 0   | 0  |       | 3   | 1    |     |     |     | 3  | 4   | .667 |     |      | 2.8 | 1.0 | 0.8 | 0.3 |
|           |      |                    | ABA   | 2 | 16  | 4   | 7  | 0   | 0  | 5   | 7  |       | 4   | 1    |     |     | 2   | 6  | 13  | .571 |     | .714 | 8.0 | 6.5 | 2.0 | 0.5 |

## Vida posterior
Tras dejar el baloncesto, entró en la industria del espectáculo, formando su propia banda como músico y llegando a ser mánager del actor Richard Pryor. Posteriormente fue también el representante del grupo musical The Spinners. en la actualidad, aparte de dedicar tiempo a su afición por el buceo y su amplia colección de discos, es un magnate de la música en Estados Unidos.